# جين ك. هوارد
جين ك. هوارد (بالإنجليزية: Gene C. Howard)‏ هو سياسي أمريكي، ولد في 26 سبتمبر 1926 في بيري في الولايات المتحدة. حزبياً، نشط في الحزب الديمقراطي. وقد انتخب عضو مجلس ولاية أوكلاهوما وانتخب عضو مجلس نواب أوكلاهوما.